# Ford Konno
Ford Konno (Honolulu, 1 januari 1933) is een Amerikaans zwemmer.

## Biografie
Tijdens de Olympische Zomerspelen van 1952 won Konno de gouden medaille op de 1500 meter vrije slag en met de Amerikaanse ploeg op de 4x200 meter vrije slag estafette en de zilveren medaille achter de Fransman Jean Boiteux op de 400 meter vrije slag.
Vier jaar later tijdens de Olympische Zomerspelen van Melbourne moest Konno met zijn ploeggenoten genoegen nemen met zilver op de 4x200 meter achter het thuisland.
In 1972 werd hij opgenomen in de International Swimming Hall of Fame.

## Onderscheidingen
- 1972: opname in de International Swimming Hall of Fame[1]

1908: Derbyshire, Radmilovic, Foster, Taylor ·
1912: Healy, Champion, Boardman, Hardwick ·
1920: McGillivray, Kealoha, Ross, Kahanamoku ·
1924: O'Connor, Glancy, Breyer, Weissmuller ·
1928: Clapp, Laufer, Kojac, Weissmuller ·
1932: Miyazaki, Yusa, Yokoyama, Toyoda ·
1936: Yusa, Sugiura, Taguchi, Arai ·
1948: Ris, McLane, Wolf, Smith ·
1952: Moore, Woolsey, Konno, McLane ·
1956: O'Halloran, Devitt, Rose, Henricks ·
1960: Harrison, Blick, Troy, Farrell ·
1964: Clark, Saari, Ilman, Schollander ·
1968: Nelson, Rerych, Spitz, Schollander ·
1972: Kinsella, Tyler, Genter, Spitz ·
1976: Bruner, Furniss, Naber, Montgomery ·
1980: Kopljakov, Salnikov, Stoekolkin, Krylov ·
1984: Heath, Larson, Float, Hayes ·
1988: Dalbey, Cetlinski, Gjertsen, Biondi ·
1992: Lepikov, Pysjnenko, Tajanovitsj, Sadovy ·
1996: Davis, Hudepohl, Schumacher, Berube ·
2000: Thorpe, Klim, Pearson, Kirby ·
2004: Phelps, Lochte, Vanderkaay, Keller ·
2008: Phelps, Lochte, Berens, Vanderkaay ·
2012: Lochte, Dwyer, Berens, Phelps ·
2016: Dwyer, Haas, Lochte, Phelps ·
2020: Dean, Guy, Richards, Scott ·
2024: Guy, Dean, Richards, Scott
1908: Henry Taylor ·
1912: George Hodgson ·
1920: Norman Ross ·
1924: Boy Charlton ·
1928: Arne Borg ·
1932: Kusuo Kitamura ·
1936: Noboru Terada ·
1948: James McLane ·
1952: Ford Konno ·
1956: Murray Rose ·
1960: John Konrads ·
1964: Bob Windle ·
1968: Mike Burton ·
1972: Mike Burton ·
1976: Brian Goodell ·
1980: Vladimir Salnikov ·
1984: Mike O'Brien ·
1988: Vladimir Salnikov ·
1992: Kieren Perkins ·
1996: Kieren Perkins ·
2000: Grant Hackett ·
2004: Grant Hackett ·
2008: Oussama Mellouli ·
2012: Sun Yang ·
2016: Gregorio Paltrinieri  ·
2020: Bobby Finke